# 山下駅 (宮城県)

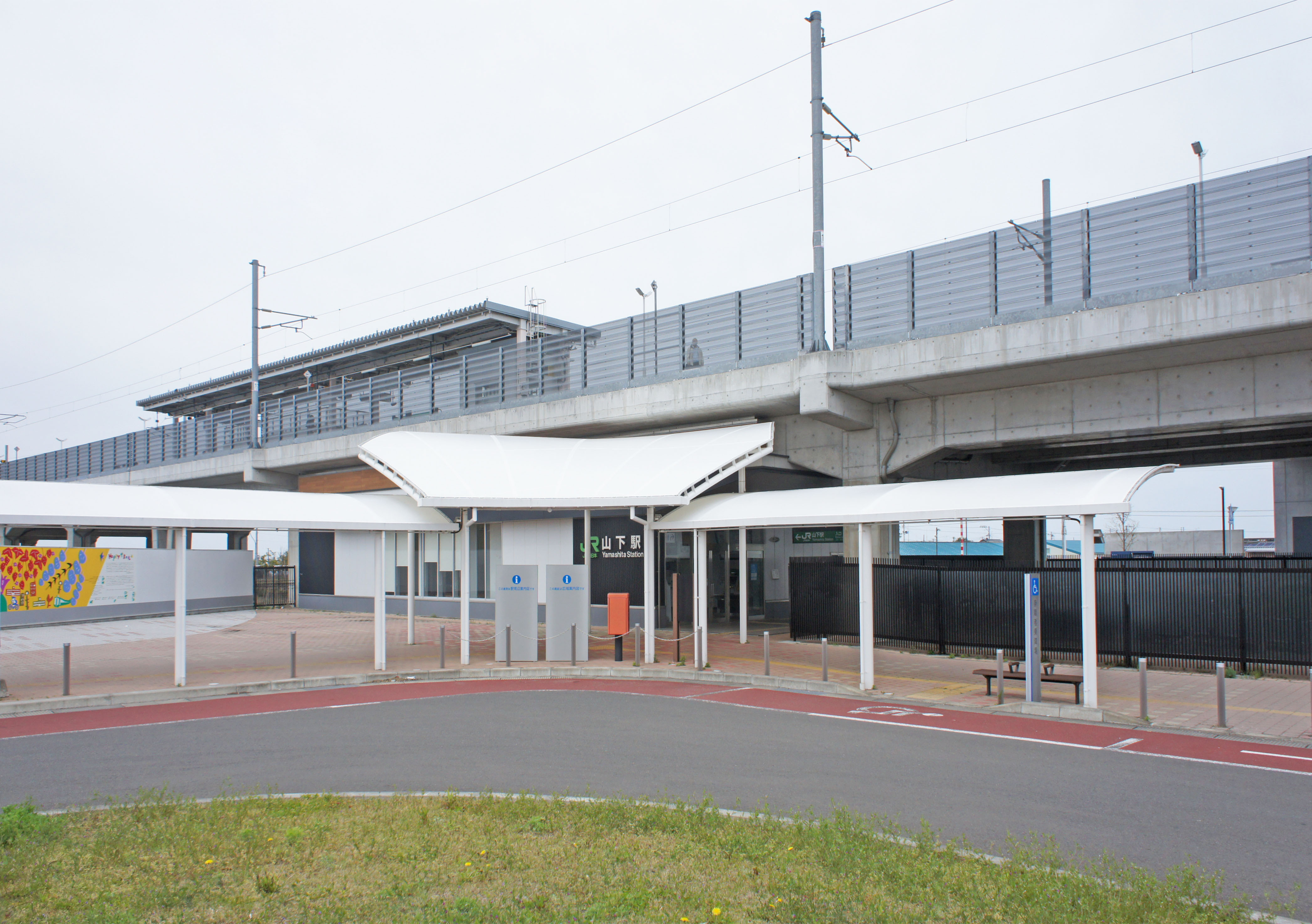
西口（2022年4月）

山下駅（やましたえき）は、宮城県亘理郡山元町つばめの杜1丁目にある、東日本旅客鉄道（JR東日本）常磐線の駅である。

## 歴史
当駅は1897年（明治30年）11月10日の中村駅（現在の相馬駅） - 岩沼駅間開業に合わせて隣駅の坂元駅や吉田駅（現・浜吉田駅）などと共に開設される予定であったが、起工に際して日本鉄道と山下村との間に対立が生じたため、開業の時点では山下村域に駅が開設されなかった。このため、早くも翌1898年（明治31年）には地元の有志により停車場開設運動が始められ、以後繰り返し請願が行われた。
この運動は第二次世界大戦により一時中断したものの、終戦後の1946年（昭和21年）に請願が再開され、1948年（昭和23年）6月に着工が決定、11ヶ月ほど後の1949年（昭和24年）5月10日に開業に至った。
2011年（平成23年）3月11日に発生した東北地方太平洋沖地震（東日本大震災）に伴う津波で浸水し、営業休止となった。内陸移設および高架化されて、2016年（平成28年）12月10日に営業を再開した。

### 年表
- 1949年（昭和24年）
  - 5月10日：亘理郡山下村に、運輸省の駅として開業[2][3]。
  - 6月1日：日本国有鉄道が発足。
- 1955年（昭和30年）2月1日：山下村が坂元村と合併して山元町となったため、当駅も同町内になった。
- 1984年（昭和59年）2月1日：荷物の扱いを廃止[3]。
- 1987年（昭和62年）4月1日：国鉄分割民営化により、東日本旅客鉄道（JR東日本）の駅となる[3]。
- 1988年（昭和63年）3月13日：仙台発当駅止まりの終電が設定される[4]。
- 日付不明：当駅での夜間留置を開始。
- 2003年（平成15年）10月26日：仙台方面でICカード「Suica」の利用が可能となる[報道 1]。
- 2009年（平成21年）3月14日：原ノ町駅までICカード「Suica」の利用が可能となる[報道 2]。
- 2011年（平成23年）
  - 3月11日：東北地方太平洋沖地震（東日本大震災）に伴う津波が、仙台湾の海岸線から約1キロメートル内陸にある当駅にも到達[新聞 2]、営業休止になった。
  - 4月12日：代行バスを亘理駅 - 相馬駅間で運行開始（のち原ノ町駅まで延長）。山下停留所を当駅の西方約2キロメートルにある山元町役場前に置く。また、代行バスの快速便は2012年（平成24年）4月13日のダイヤ改正まで全便が山下停留所を通過していた（途中停車は新地駅〈新地町役場前〉のみ）。
- 2012年（平成24年）
  - 3月5日：東日本旅客鉄道仙台支社が、震災前より山側に駅を移転させる計画を発表した[報道 3]。
  - 4月13日：常磐線代行バスの快速便が、亘理駅方面行の朝の2便に限り、山下停留所に停車するようになる[5]。
- 2013年（平成25年）
  - 1月15日：被災した駅舎の解体工事が開始[新聞 2]。
  - 3月16日：常磐線代行バスの快速便が、再び全便山下停留所通過に変更される[6]。
  - 12月3日：東日本大震災からの復興事業として、「山元都市計画都市高速鉄道東日本旅客鉄道株式会社常磐線」(L=12,010メートル) が宮城県により決定され、当駅を含むJR常磐線の区間が内陸移設、および、高架化されることになった[7][8]。
- 2016年（平成28年）
  - 12月9日：相馬駅 - 亘理駅間の代行バス運転を終了。山下停留所を廃止。
  - 12月10日：相馬駅 - 浜吉田駅間運行再開[報道 4]。駒ケ嶺駅 - 浜吉田駅間の内陸側移設復旧にともない、旧駅舎の西方約1キロメートルの地点に移転した新駅舎で営業を再開[新聞 2]。当駅 - 浜吉田駅間の営業キロが0.3キロメートル長い4.2キロメートルに、当駅 - 坂元駅間の営業キロが0.4キロメートル長い4.9キロメートルに変更される[報道 5]。業務委託化。
- 2023年（令和5年）3月31日：みどりの窓口の営業を終了[9]。
- 2024年（令和6年）10月1日：えきねっとQチケのサービスを開始[1][報道 6]。

## 駅構造
島式ホーム1面2線を有する高架駅。1番線を主本線とした一線スルー式で、ホームは6両編成対応だが、特急列車どうしの交換は10両編成まで可能。上屋の柱は付近の橋梁のコンセプトと同様、いちご色とされた。
岩沼駅管理の業務委託駅（JR東日本東北総合サービス委託）。自動券売機と簡易Suica改札機が設置されている。
駅周辺は震災後に開発された新興住宅地で、災害公営住宅をはじめとする住宅のほか、学校・商業施設などの建設が進められており、駅西側にはロータリー・駐車場・駐輪場が整備されている。

### のりば
| 番線 | 路線    | 方向 | 行先             |
| ---- | ------- | ---- | ---------------- |
| 1・2 | ■常磐線 | 下り | 岩沼・仙台方面   |
| 1・2 | ■常磐線 | 上り | 相馬・原ノ町方面 |

- 通常は上下列車とも1番線を使用し、2番線は当駅始発の下り列車と、列車交換を行う上り列車が使用する。
- 夜間留置は行われていない。

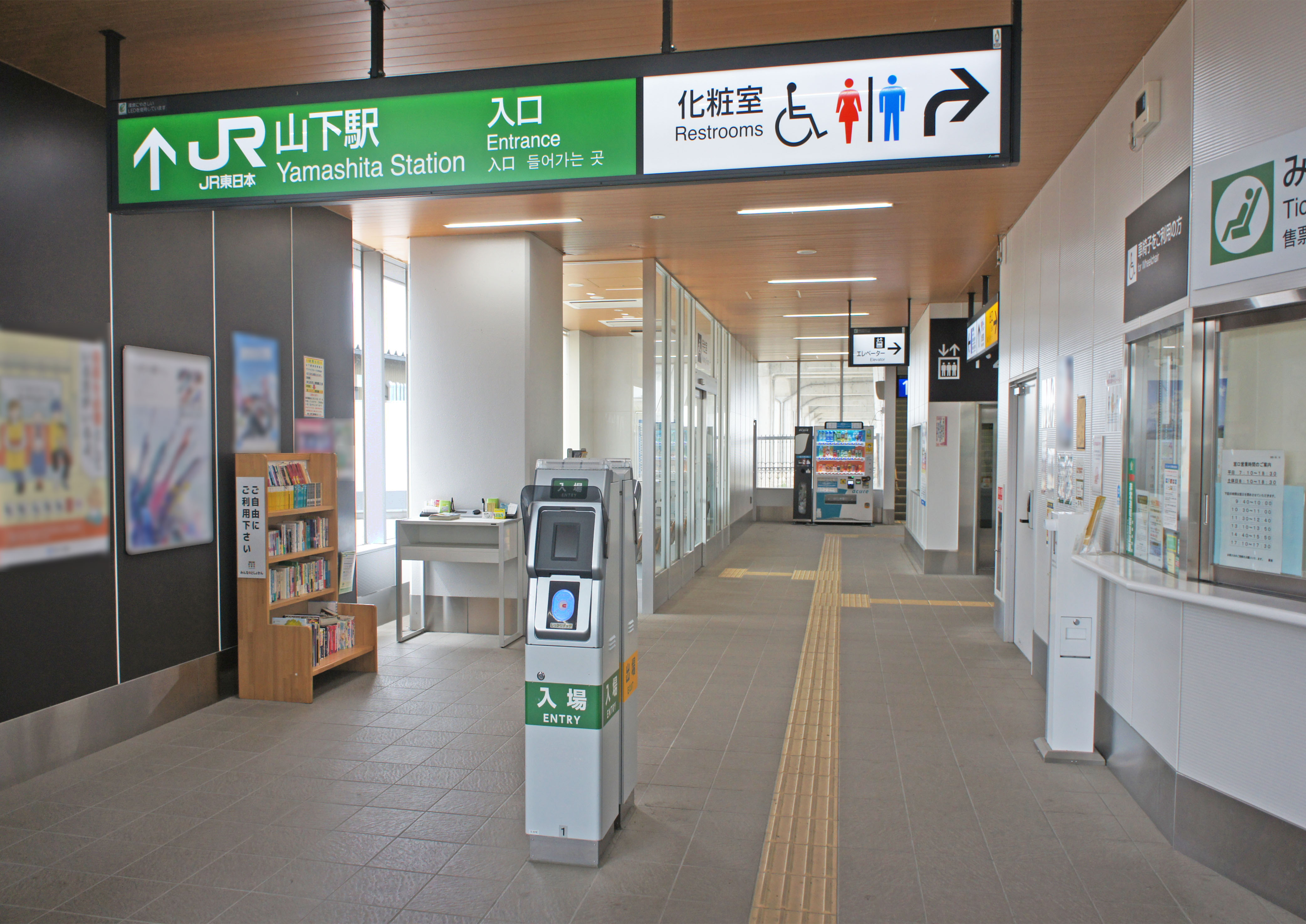
改札口（2022年4月）
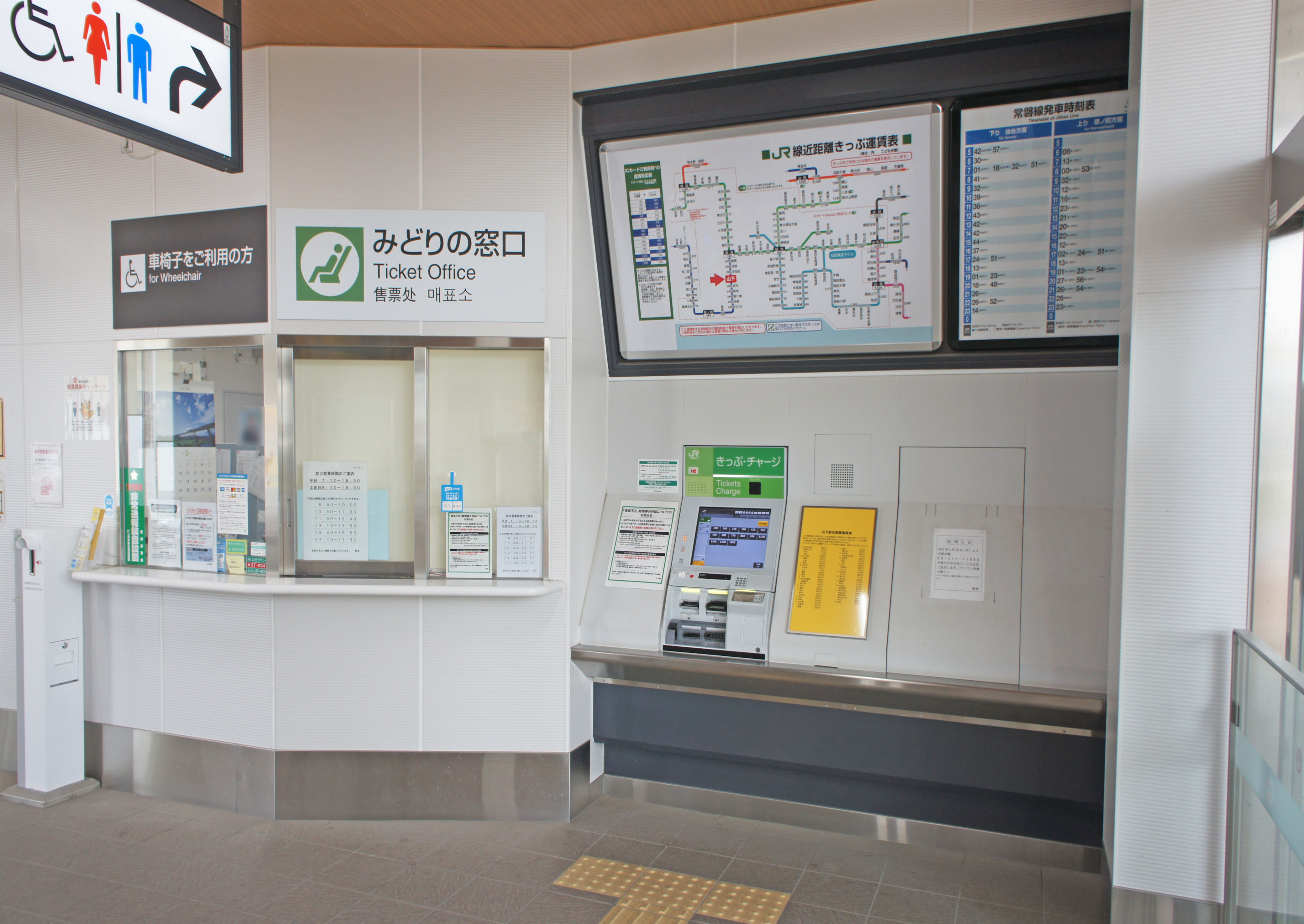
みどりの窓口と券売機（2022年4月）
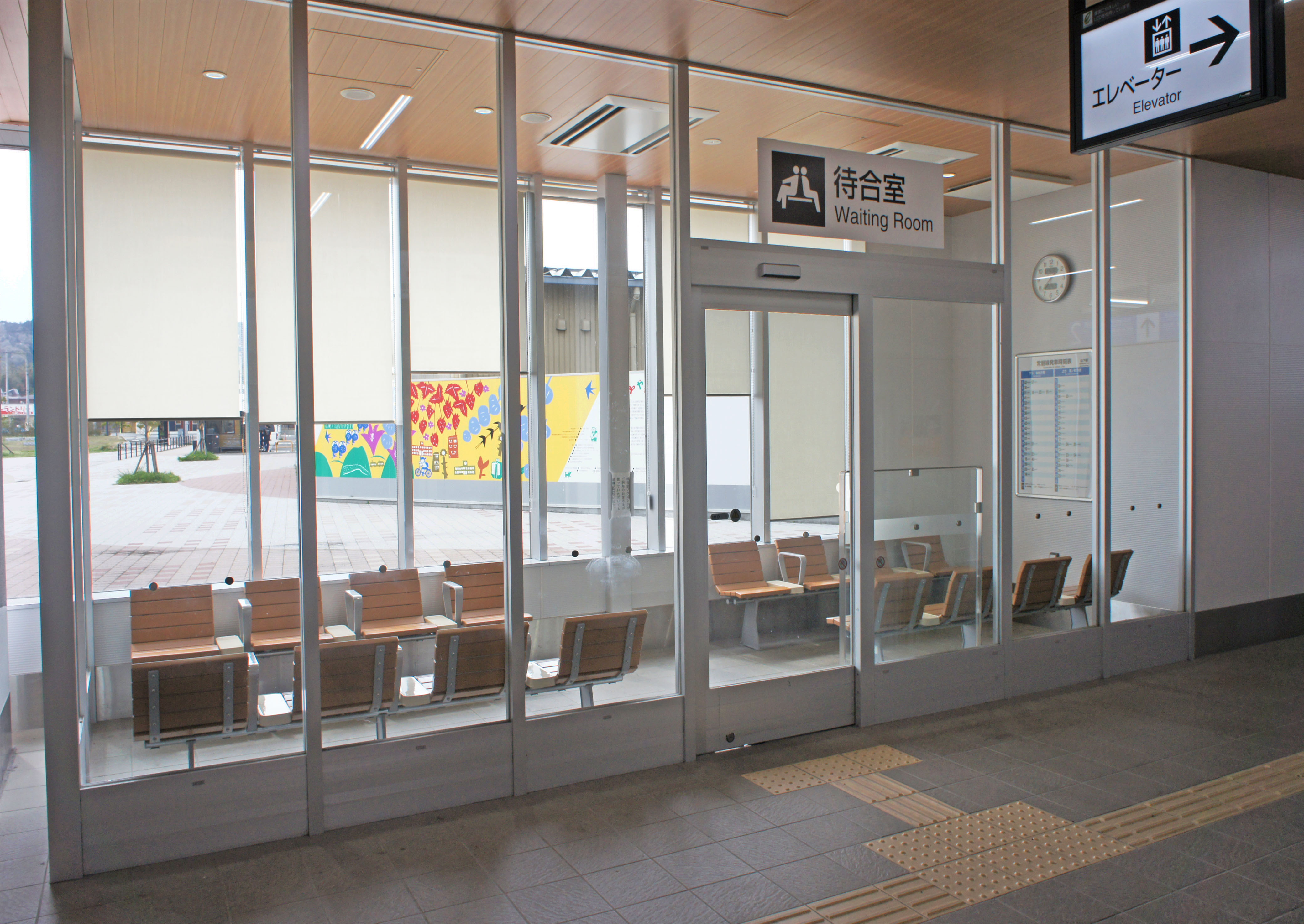
待合室（2022年4月）
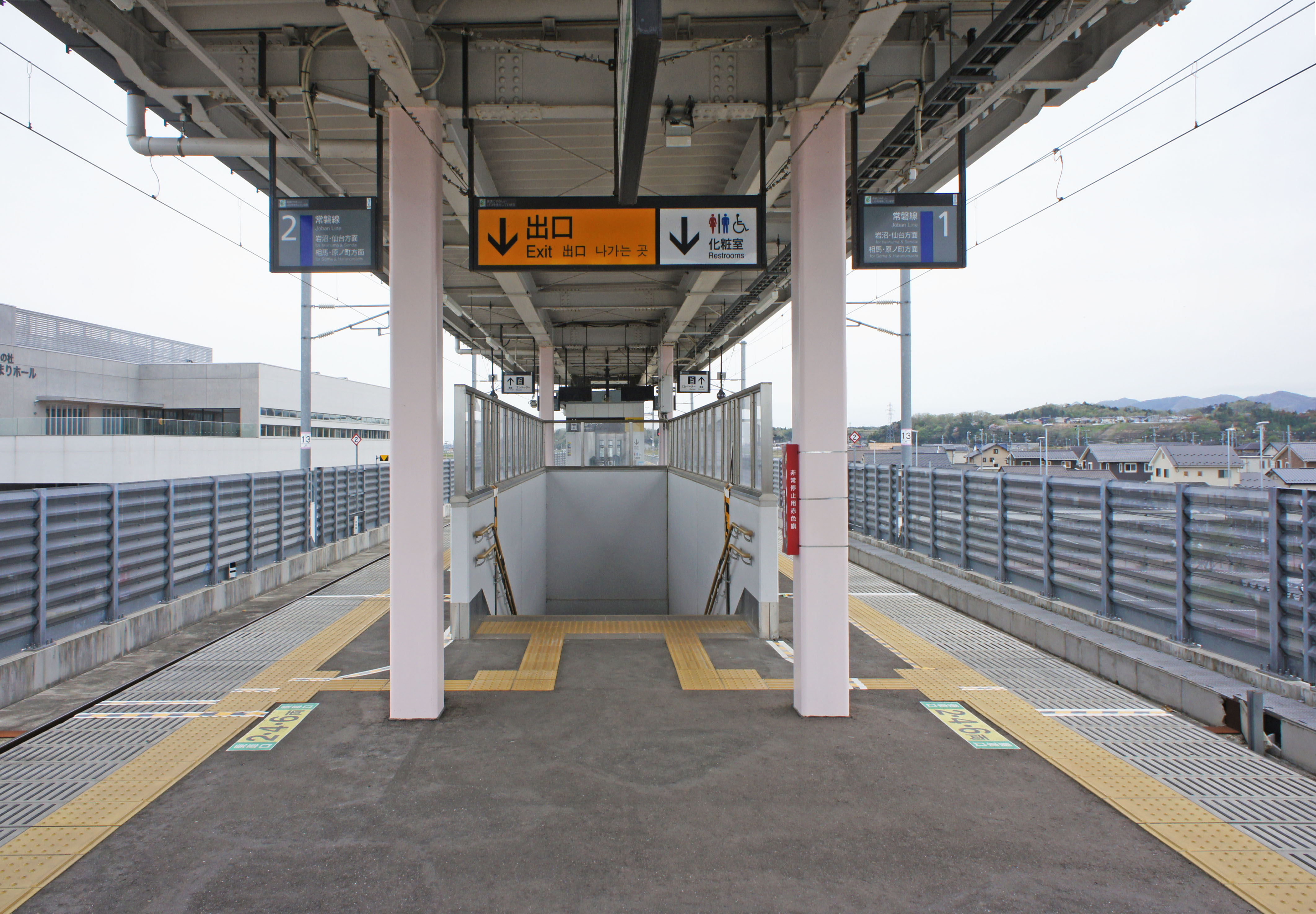
ホーム（2022年4月）

### 東日本大震災発生前
旧駅舎は山元町役場のある山下部落から東方約2キロメートル、現行の駅舎から東方約1キロメートルに位置する花釜部落にあった（山寺字頭無150番地、北緯37度58分2.6秒 東経140度54分2秒）。旧駅舎の東側を南北に走る県道38号線沿いにはイチゴ畑が広がっていたことから、この道は「ストロベリーライン」と呼ばれていた。
単式ホーム1面1線と島式ホーム1面2線、計2面3線のホームを持つ地上駅で、駅舎と2・3番ホームは跨線橋で連絡していた。
2011年（平成23年）3月11日の東北地方太平洋沖地震（東日本大震災）に伴う津波により駅舎および線路などの施設が大きな被害を受けたため、線路は撤去され、駅舎は板が打ち付けられて立入り出来ない状態となっていた。2013年（平成25年）1月15日より駅舎の解体がはじまり、同年3月時点では既に駅舎は撤去されていた。2017年（平成29年）3月時点では、ホームの一部の解体が行われている。なお、トイレは現在も使用することができる。
東日本大震災にともなう代行バスは新駅開業前日の2016年（平成28年）12月9日まで運転され、バス停は駅から西へ約2キロメートル離れた山元町役場前に設置されていた。代行バスではSuicaは定期券のみ使用できた。
旧駅南側には東日本大震災の慰霊碑「大地の塔」と駐車場が設置された。また、旧線路跡を利用した町道「頭無（かしらなし）西牛橋線」が2022年（令和4年）に完成した際に、駅跡付近に駅名標（予備として保管されていたもの）が設置されている。

#### のりば
| 番線 | 路線    | 方向 | 行先               |
| ---- | ------- | ---- | ------------------ |
| 1・2 | ■常磐線 | 下り | 岩沼・仙台方面     |
| 3    | ■常磐線 | 上り | 原ノ町・いわき方面 |

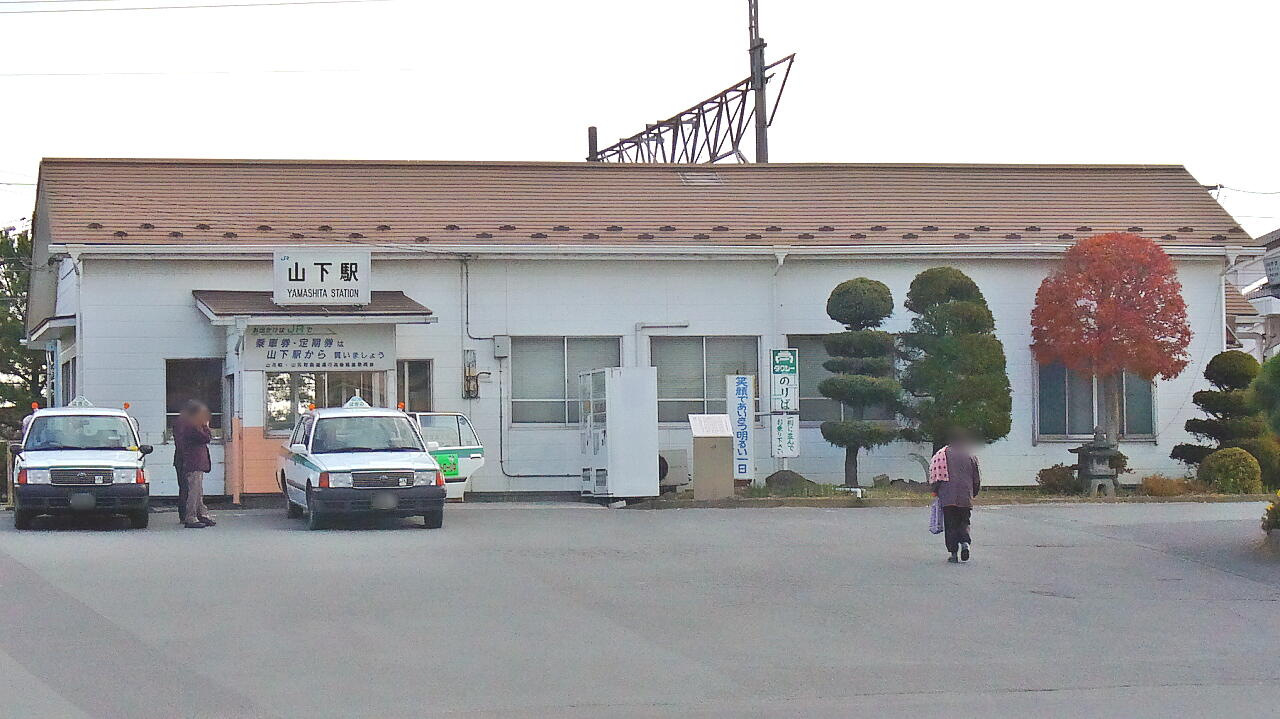
旧駅舎（2007年12月）
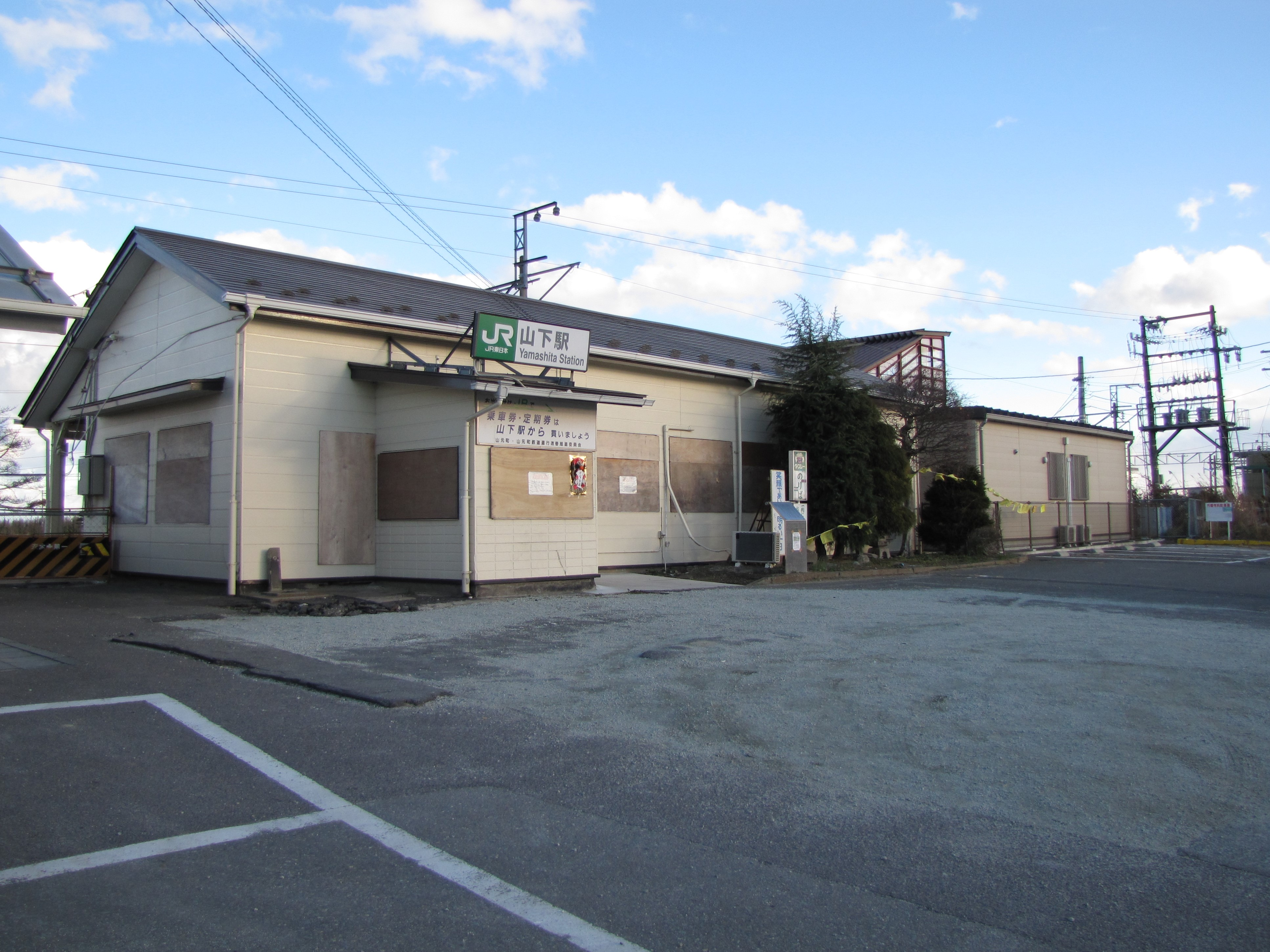
震災後の旧駅舎（2013年1月）
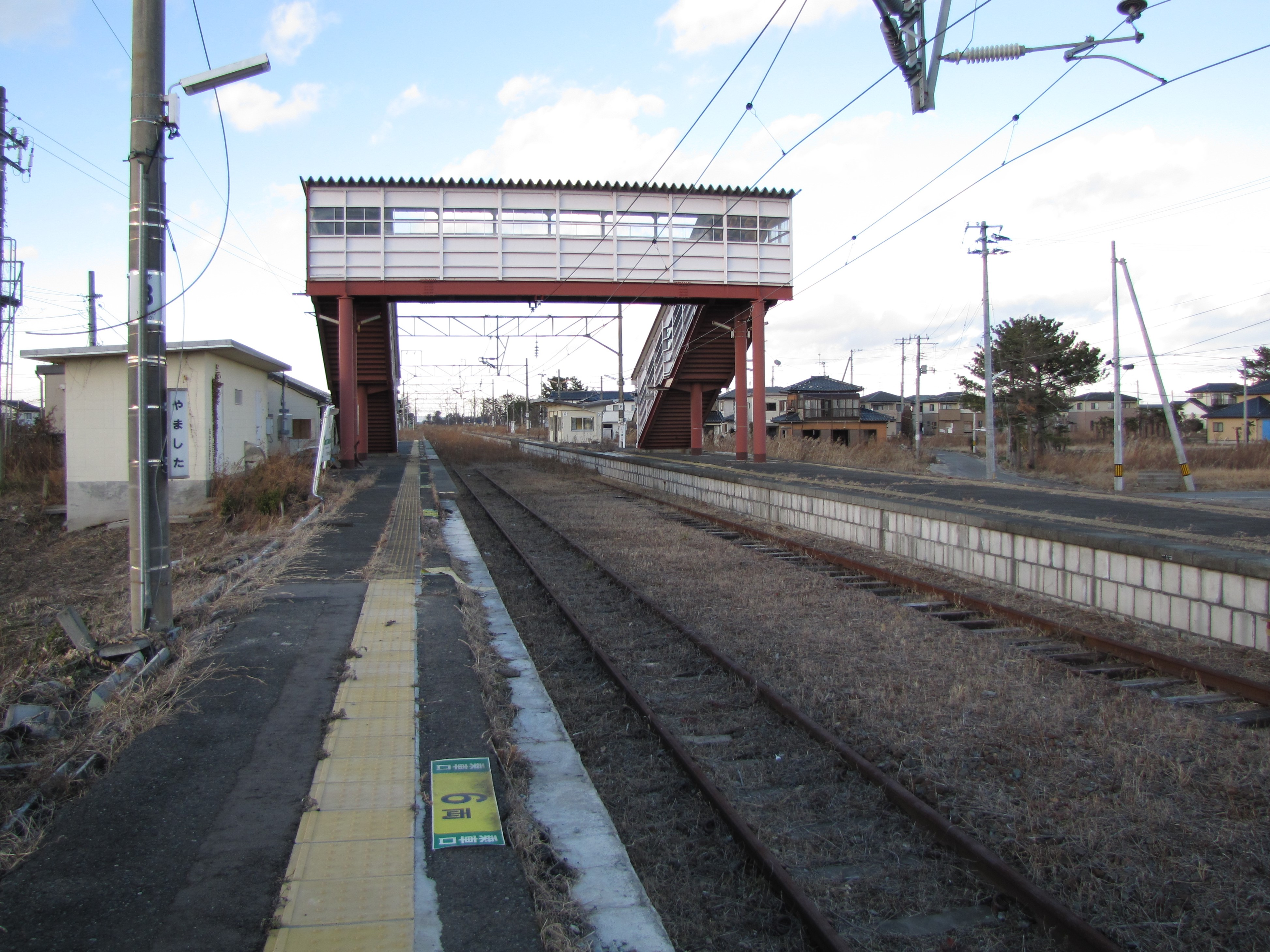
震災後の旧駅構内（2013年1月）
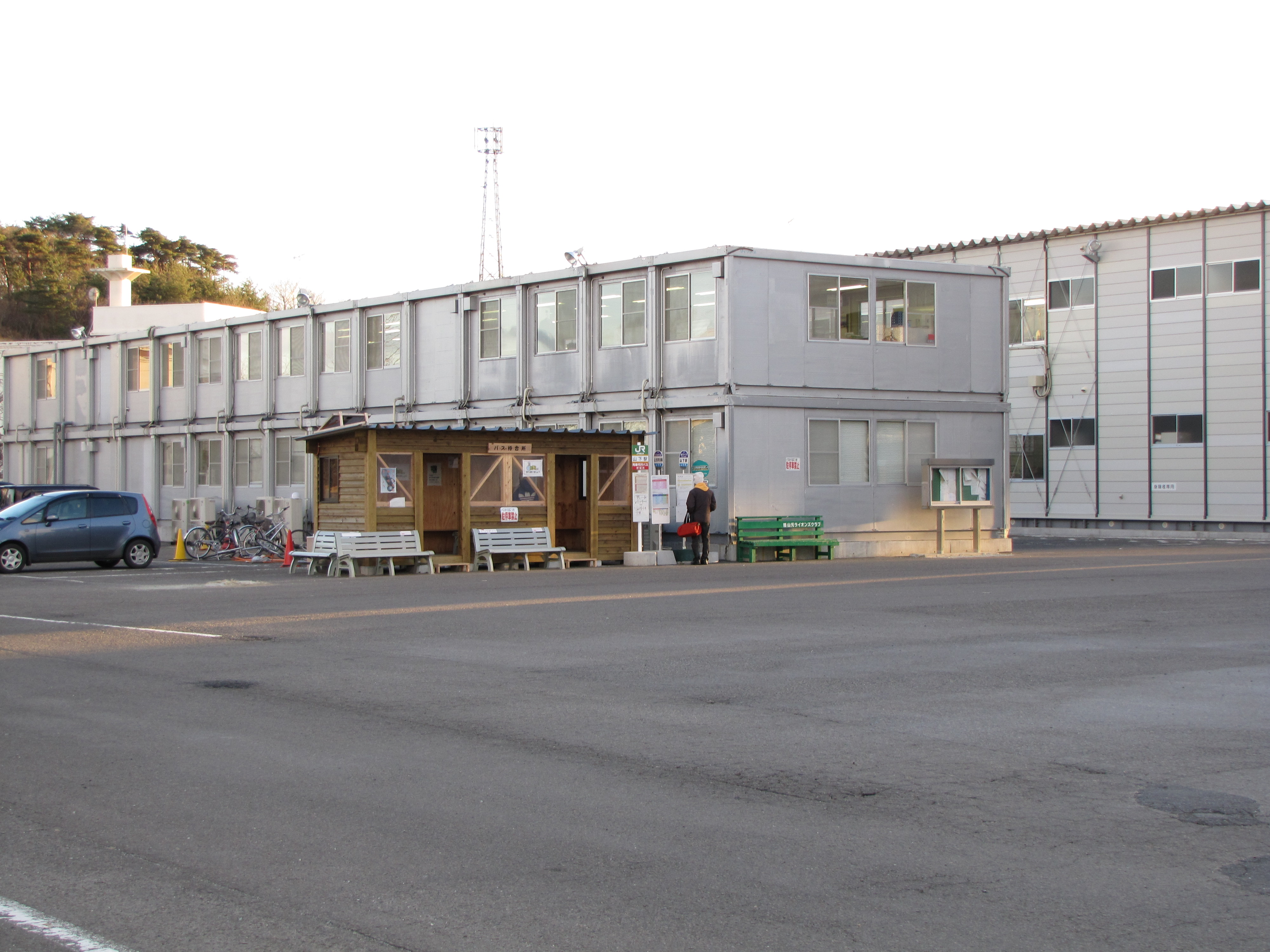
山元町役場前に設置された代行バスの停留所（2013年1月）
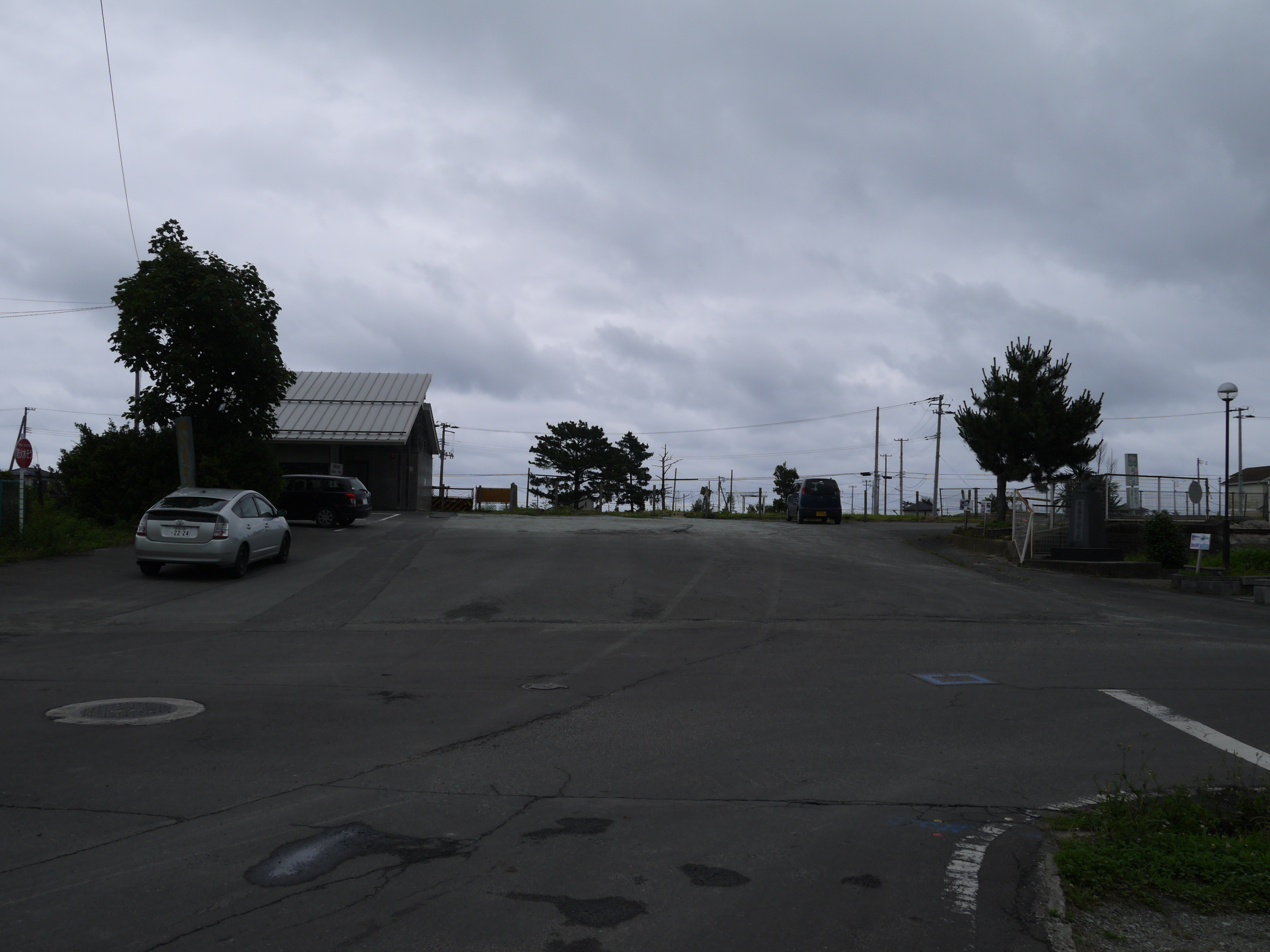
解体後の旧駅舎跡地（2016年7月）

## 利用状況
JR東日本によると、2023年度（令和5年度）の1日平均乗車人員は547人である。
2000年度（平成12年度）以降の推移は以下のとおりである。
| 1日平均乗車人員推移 | 1日平均乗車人員推移 | 1日平均乗車人員推移 | 1日平均乗車人員推移 | 1日平均乗車人員推移 |
| 年度                | 定期外              | 定期                | 合計                | 出典                |
| ------------------- | ------------------- | ------------------- | ------------------- | ------------------- |
| 2000年（平成12年）  |                     |                     | 1,164               | [ 利用客数 2 ]      |
| 2001年（平成13年）  |                     |                     | 1,118               | [ 利用客数 3 ]      |
| 2002年（平成14年）  |                     |                     | 1,070               | [ 利用客数 4 ]      |
| 2003年（平成15年）  |                     |                     | 1,037               | [ 利用客数 5 ]      |
| 2004年（平成16年）  |                     |                     | 1,010               | [ 利用客数 6 ]      |
| 2005年（平成17年）  |                     |                     | 986                 | [ 利用客数 7 ]      |
| 2006年（平成18年）  |                     |                     | 964                 | [ 利用客数 8 ]      |
| 2007年（平成19年）  |                     |                     | 936                 | [ 利用客数 9 ]      |
| 2008年（平成20年）  |                     |                     | 932                 | [ 利用客数 10 ]     |
| 2009年（平成21年）  |                     |                     | 882                 | [ 利用客数 11 ]     |
| 2010年（平成22年）  |                     |                     | 851                 | [ 利用客数 12 ]     |
| 2011年（平成23年）  | 非公表              | 非公表              | 非公表              |                     |
| 2012年（平成24年）  | 19                  | 195                 | 215                 | [ 利用客数 13 ]     |
| 2013年（平成25年）  | 21                  | 223                 | 245                 | [ 利用客数 14 ]     |
| 2014年（平成26年）  | 24                  | 231                 | 255                 | [ 利用客数 15 ]     |
| 2015年（平成27年）  | 26                  | 237                 | 263                 | [ 利用客数 16 ]     |
| 2016年（平成28年）  | 77                  | 289                 | 367                 | [ 利用客数 17 ]     |
| 2017年（平成29年）  | 177                 | 407                 | 585                 | [ 利用客数 18 ]     |
| 2018年（平成30年）  | 187                 | 410                 | 598                 | [ 利用客数 19 ]     |
| 2019年（令和元年）  | 177                 | 421                 | 598                 | [ 利用客数 20 ]     |
| 2020年（令和02年）  | 102                 | 369                 | 471                 | [ 利用客数 21 ]     |
| 2021年（令和03年）  | 113                 | 379                 | 492                 | [ 利用客数 22 ]     |
| 2022年（令和04年）  | 131                 | 382                 | 514                 | [ 利用客数 23 ]     |
| 2023年（令和05年）  | 145                 | 402                 | 547                 | [ 利用客数 1 ]      |

## 駅周辺
- 宮城県道121号山下停車場線
- 山元町立山下第二小学校
- 山下駅前簡易郵便局
- 山下駅南停留所（山元町町民バスぐるりん号）
- フレスコキクチ山下駅前店
- 薬王堂山元SC店
- 山元町役場
- 山元いちご農園

## 隣の駅
東日本旅客鉄道（JR東日本）
■常磐線
坂元駅 - 山下駅 - 浜吉田駅

### 記事本文

#### 報道発表資料
1. ↑  「2003年10月26日（日）仙台エリアSuica（スイカ）デビュー! (PDF)」（プレスリリース）、東日本旅客鉄道、2003年8月21日。2020年5月26日閲覧。
2. ↑  「Suicaをご利用いただけるエリアが広がります。 (PDF)」（プレスリリース）、東日本旅客鉄道、2008年12月22日。2020年5月24日時点のオリジナル (PDF)よりアーカイブ。2020年5月25日閲覧。
3. ↑  「常磐線の復旧について (PDF)」東日本旅客鉄道仙台支社、2012年3月5日。2013年6月19日時点のオリジナル (PDF)よりアーカイブ。2012年3月7日閲覧。
4. ↑  「常磐線相馬～浜吉田間の運転再開日の決定について (PDF)」（プレスリリース）、東日本旅客鉄道仙台支社／東日本旅客鉄道水戸支社、2016年7月28日。2016年8月3日時点のオリジナル (PDF)よりアーカイブ。2016年7月28日閲覧。
5. ↑  「常磐線相馬～浜吉田間運転再開に伴う営業キロの変更及び運賃の適用等について (PDF)」（プレスリリース）、東日本旅客鉄道仙台支社／東日本旅客鉄道水戸支社、2016年10月12日。2016年10月12日時点のオリジナル (PDF)よりアーカイブ。2016年10月12日閲覧。
6. ↑  「Suicaエリア外もチケットレスで! 東北エリアから「えきねっとQチケ」がはじまります (PDF)」（プレスリリース）、東日本旅客鉄道、2024年7月11日。2024年8月1日閲覧。

#### 新聞記事
1. ↑  「花冷え対策？駅前の像に謎の「心遣い」」『河北新報』河北新報社、2015年4月23日。オリジナルの2015年5月18日時点におけるアーカイブ。
2. 1 2 3 4  石井敦「止まらぬ人口流出、駅舎がなくなった（震災取材ブログ） ＠宮城・山元」『日本経済新聞』2013年5月6日。2022年2月10日閲覧。
3. ↑  「慰霊碑建立地を山下駅跡地に選定」『河北新報』2016年12月11日。オリジナルの2016年12月20日時点におけるアーカイブ。
4. ↑  「JR常磐線跡に復興道路 宮城・山元、内陸に移設の旧山下駅ホーム再現」『河北新報』2022年8月11日。オリジナルの2023年7月14日時点におけるアーカイブ。2023年7月14日閲覧。

### 利用状況
1. 1 2  「各駅の乗車人員 2023年度 101位以下（6）| 企業サイト：JR東日本」東日本旅客鉄道。2025年7月31日閲覧。
2. ↑  「JR東日本：各駅の乗車人員（2000年度）」東日本旅客鉄道。2025年7月31日閲覧。
3. ↑  「JR東日本：各駅の乗車人員（2001年度）」東日本旅客鉄道。2025年7月31日閲覧。
4. ↑  「JR東日本：各駅の乗車人員（2002年度）」東日本旅客鉄道。2025年7月31日閲覧。
5. ↑  「JR東日本：各駅の乗車人員（2003年度）」東日本旅客鉄道。2025年7月31日閲覧。
6. ↑  「JR東日本：各駅の乗車人員（2004年度）」東日本旅客鉄道。2025年7月31日閲覧。
7. ↑  「JR東日本：各駅の乗車人員（2005年度）」東日本旅客鉄道。2025年7月31日閲覧。
8. ↑  「JR東日本：各駅の乗車人員（2006年度）」東日本旅客鉄道。2025年7月31日閲覧。
9. ↑  「JR東日本：各駅の乗車人員（2007年度）」東日本旅客鉄道。2025年7月31日閲覧。
10. ↑  「JR東日本：各駅の乗車人員（2008年度）」東日本旅客鉄道。2025年7月31日閲覧。
11. ↑  「JR東日本：各駅の乗車人員（2009年度）」東日本旅客鉄道。2025年7月31日閲覧。
12. ↑  「JR東日本：各駅の乗車人員（2010年度）」東日本旅客鉄道。2025年7月31日閲覧。
13. ↑  「JR東日本：各駅の乗車人員（2012年度）」東日本旅客鉄道。2025年7月31日閲覧。
14. ↑  「各駅の乗車人員 2013年度 ベスト100以外（8）：JR東日本」東日本旅客鉄道。2025年7月31日閲覧。
15. ↑  「各駅の乗車人員 2014年度 ベスト100以外（8）：JR東日本」東日本旅客鉄道。2025年7月31日閲覧。
16. ↑  「各駅の乗車人員 2015年度 ベスト100以外（8）：JR東日本」東日本旅客鉄道。2025年7月31日閲覧。
17. ↑  「各駅の乗車人員 2016年度 ベスト100以外（7）：JR東日本」東日本旅客鉄道。2025年7月31日閲覧。
18. ↑  「各駅の乗車人員 2017年度 ベスト100以外（6）：JR東日本」東日本旅客鉄道。2025年7月31日閲覧。
19. ↑  「各駅の乗車人員 2018年度 ベスト100以外（6）：JR東日本」東日本旅客鉄道。2025年7月31日閲覧。
20. ↑  「各駅の乗車人員 2019年度 ベスト100以外（6）：JR東日本」東日本旅客鉄道。2025年7月31日閲覧。
21. ↑  「各駅の乗車人員 2020年度 101位以下（6）| 企業サイト：JR東日本」東日本旅客鉄道。2025年7月31日閲覧。
22. ↑  「各駅の乗車人員 2021年度 101位以下（6）| 企業サイト：JR東日本」東日本旅客鉄道。2025年7月31日閲覧。
23. ↑  「各駅の乗車人員 2022年度 101位以下（6）| 企業サイト：JR東日本」東日本旅客鉄道。2025年7月31日閲覧。